# Union Buildings
Los Edificios de la Unión (en inglés: Union Buildings, afrikáans: Die Uniegebou) constituyen la sede oficial del gobierno de Sudáfrica y también albergan las oficinas del presidente de Sudáfrica. Los imponentes edificios están situados en Pretoria, en el extremo norte de Arcadia, cerca de la histórica Plaza de la Iglesia y el Monumento al voortrekker. Los amplios jardines de los edificios están ubicados entre la avenida del Gobierno, Vermeulen Street East, Church Street, la R104 y Blackwood Street. Fairview Avenue es un camino cerrado en el que sólo los funcionarios pueden entrar a los edificios de la Unión. Aunque no es el centro de Pretoria, los edificios de la Unión ocupan el punto más alto de Pretoria, y constituyen un patrimonio nacional de Sudáfrica.
Los edificios son uno de los centros de la vida política en Sudáfrica, "los edificios" y "Arcadia" se han convertido en metonimias por el gobierno sudafricano. Se ha convertido en un icono de Pretoria y Sudáfrica, en general, y es una de las atracciones turísticas más populares de la ciudad y un emblema de la democracia.
Los edificios son la ubicación de inauguraciones presidenciales.

## Arquitectura
Estos edificios, construidos con piedra arenisca, fueron diseñados por el arquitecto Herbert Baker, en el estilo monumental inglés y tienen 285 metros de largo. Poseen una forma semicircular, con las dos alas a los lados, esto sirve para representar la unión de un pueblo antiguamente dividido. El carillón del reloj es idéntico al del Big Ben en Londres.
El ala este y oeste, así como las torres de doble cúpula, representan dos idiomas, inglés y afrikáans, y el patio interior simboliza la Unión de Sudáfrica. Estos edificios son considerados por muchos como el mayor logro del arquitecto y una obra maestra arquitectónica. La estatua de Nelson Mandela fue encargada originalmente para permanecer en el lugar donde este expresidente dio su discurso inaugural.

## Galería

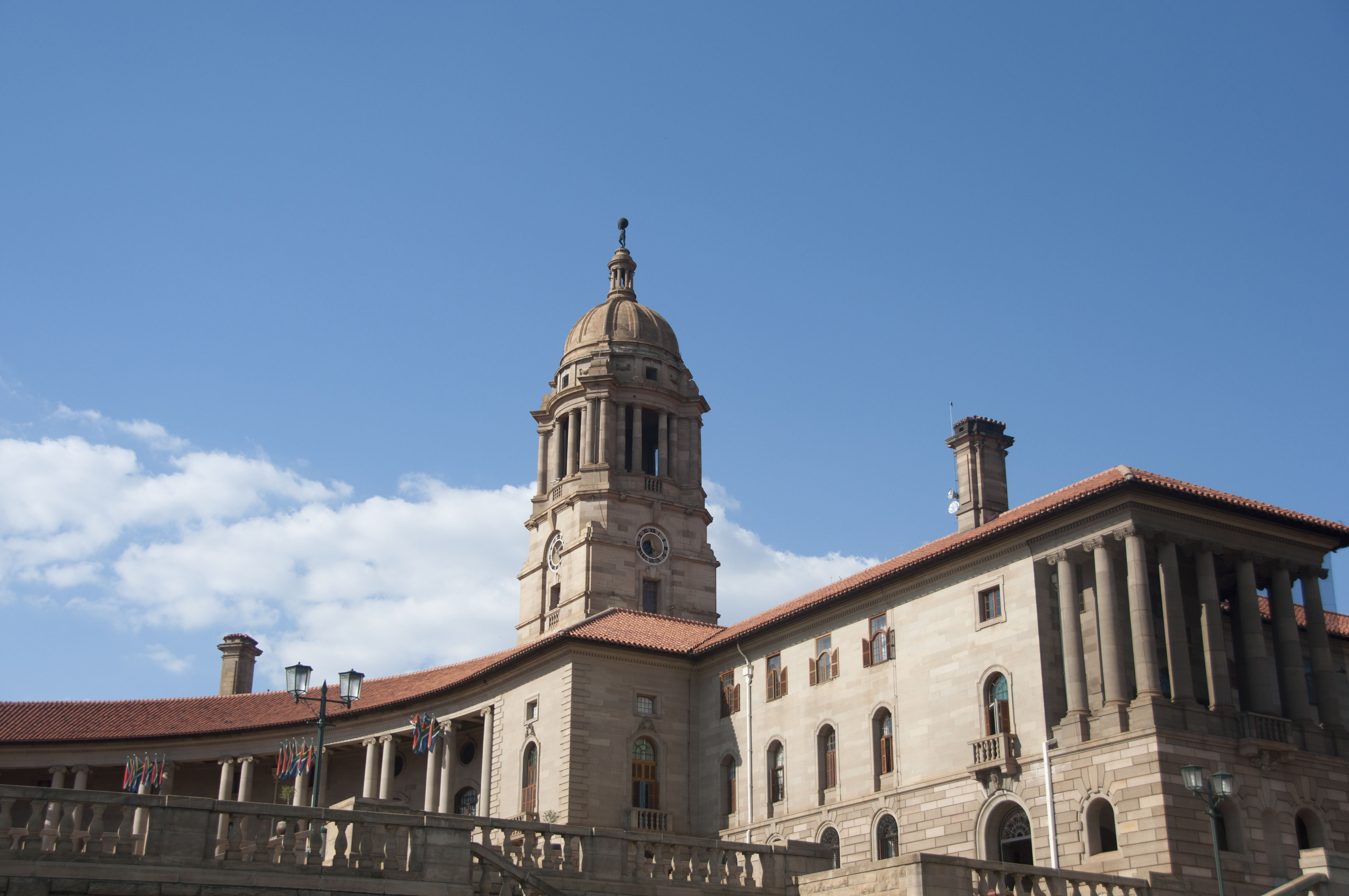
El ala este del edificio representa a la población inglesa de Sudáfrica.
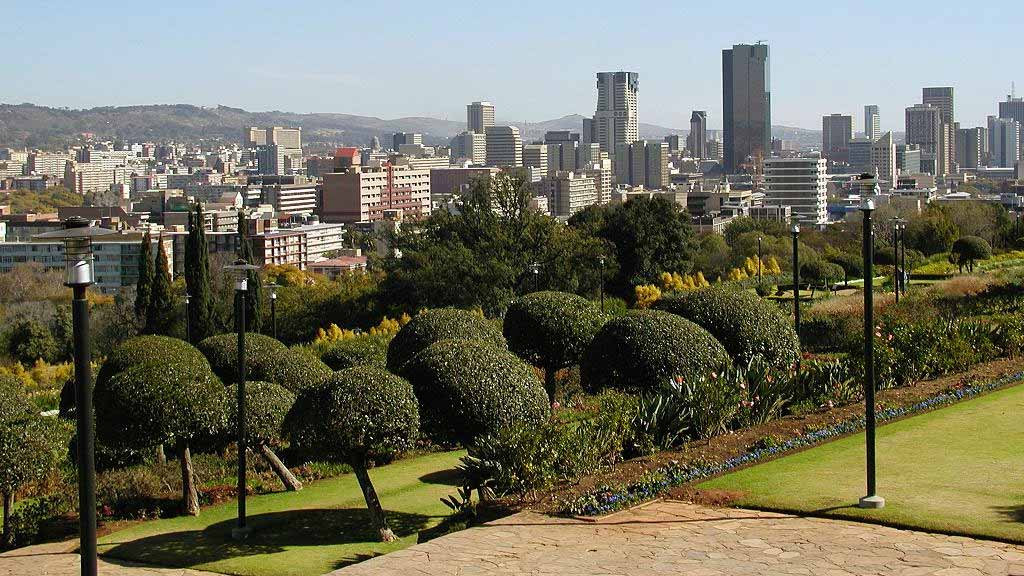
Vista de los jardines con la ciudad de Pretoria de fondo.
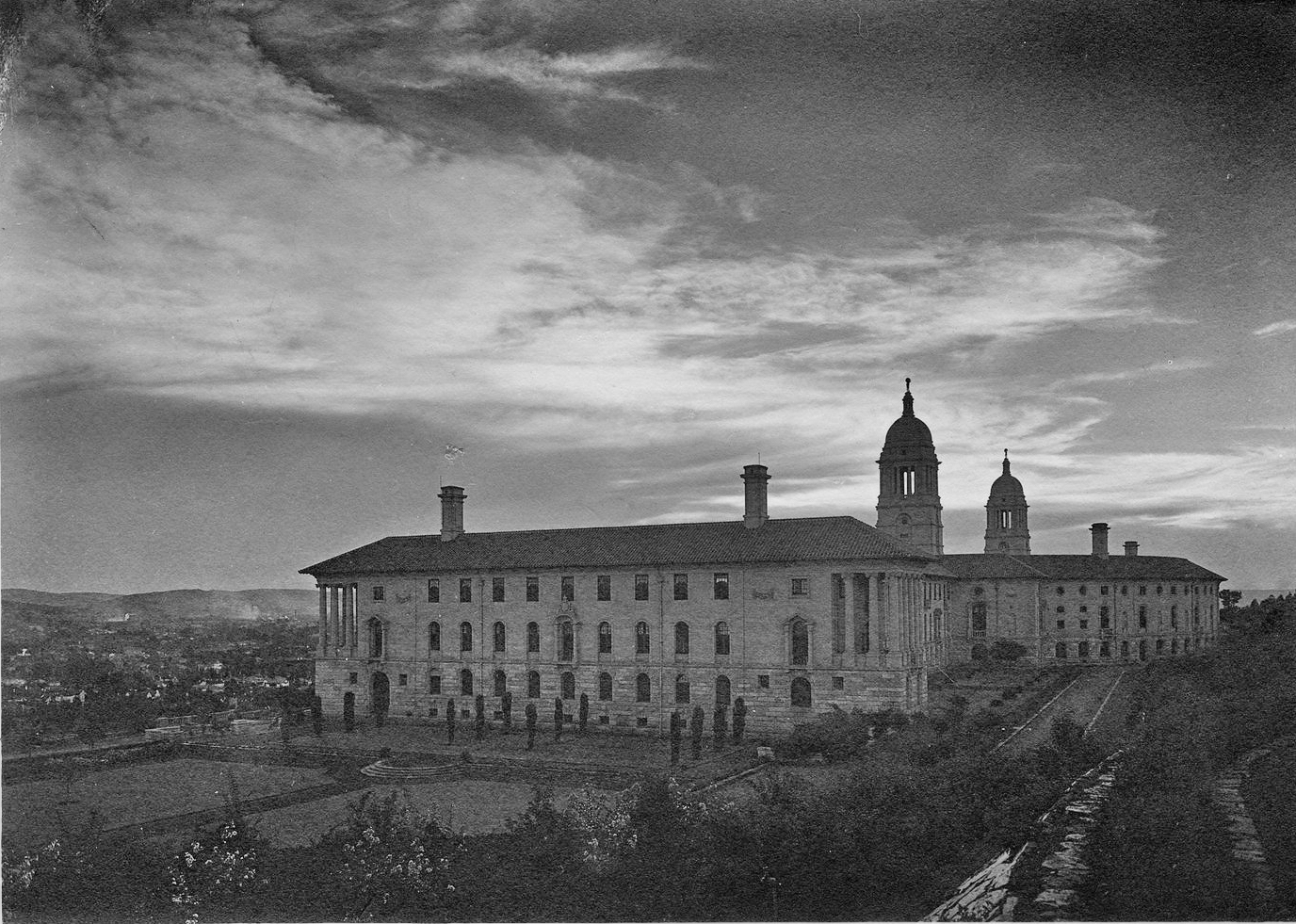
Union Buildings en 1925.
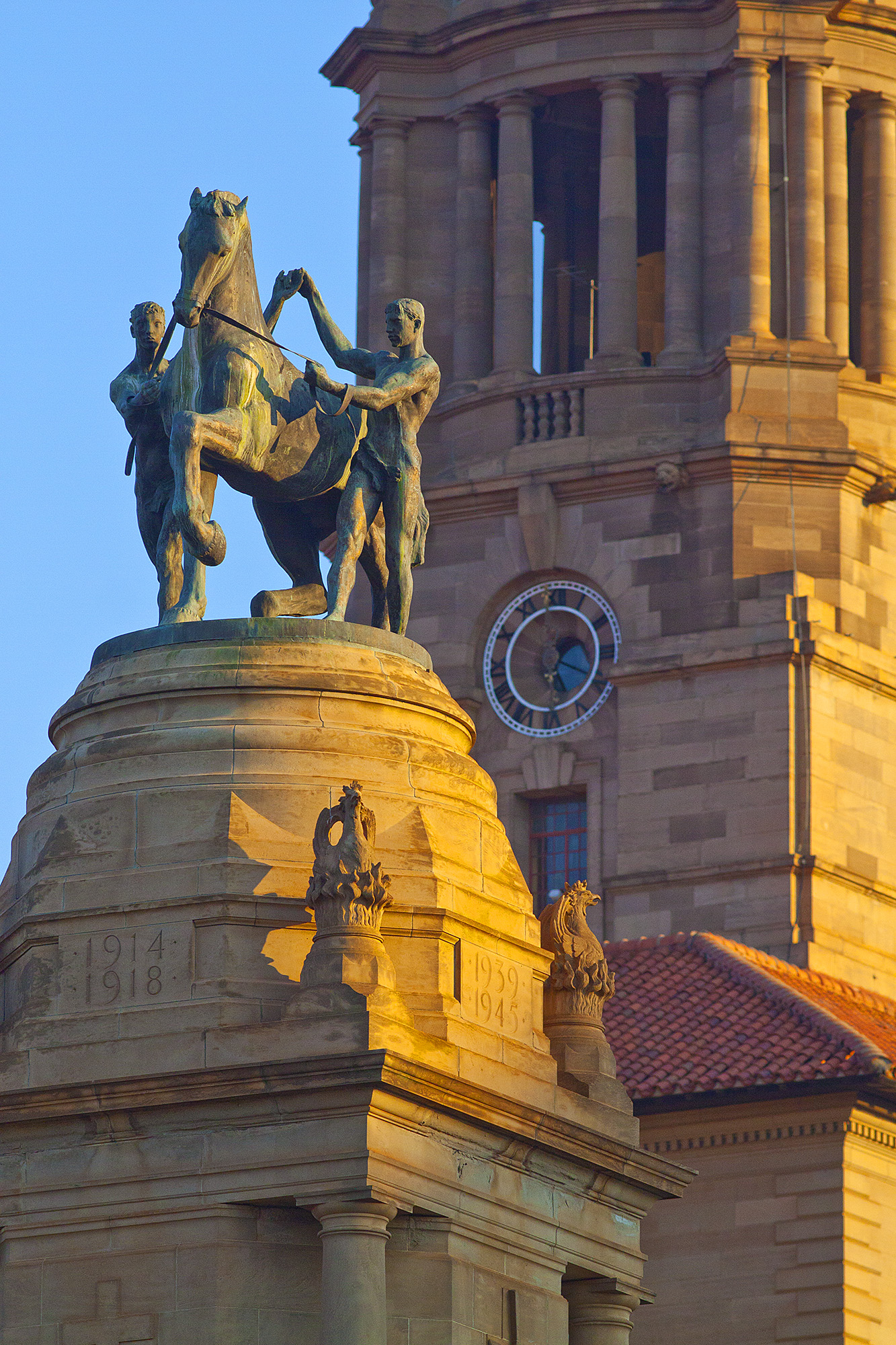
Monumento memorial de la guerra.